# Kristian Sbaragli
Kristian Sbaragli, né le 8 mai 1990 à Empoli, est un coureur cycliste italien.

## Biographie
Kristian Sbaragli naît le 8 mai 1990 à Empoli en Italie.
La première victoire de Kristian Sbaragli est le Championnat d'Italie sur route cadets en 2006. En 2008, il remporte le contre-la-montre par équipes de la 1re étape du Tour du Pays de Vaud, et deux ans plus tard, il termine 3e du Trophée Matteotti espoirs. En 2011, sous les couleurs de Hoppla-Trucks Italia-Wega, il remporte Piccola Sanremo.
En 2012, il remporte le Trophée Edil C et le Trofeo Gianfranco Bianchin, et termine 2e du Grand Prix Industrie del Marmo, 3e du Tour des Flandres espoirs, 3e du championnat d'Italie sur route espoirs et 3e du Gran Premio di Poggiana.
Ces bons résultats lui permettent d'être recruté par MTN-Qhubeka et d'y faire son entrée en 2013. Cette année-là, il remporte la 1re étape du Tour de Corée et le contre-la-montre par équipes de la 5e étape. En 2014, il termine deuxième du Grand Prix de l'industrie et du commerce de Prato. Il participe au Tour d'Espagne en 2014 et 2015, où il remporte la 10e étape au sprint. Sbaragli, initialement présélectionné pour les championnats du monde de Richmond, ne figure pas dans la sélection finale italienne.
Au mois d'août 2018, il termine huitième du Czech Cycling Tour. En septembre, il se classe dixième du Grand Prix de Fourmies remporté par le sprinteur allemand Pascal Ackermann.
En août 2020, il se classe cinquième du championnat d'Italie sur route et vingtième de la Bretagne Classic remportée par l'Australien Michael Matthews.
En mars 2023, une chute lors du Tour de Catalogne lui cause une fracture au scaphoïde droit.
Sbaragli s'engage pour 2024 avec l'équipe italienne Corratec-Selle Italia.
Il est considéré comme un sprinteur ou un puncheur-sprinteur.

## Palmarès et classements mondiaux

### Palmarès amateur
- 2006[1]
  -  Champion d'Italie sur route cadets
- 2008
  - 1re étape du Tour du Pays de Vaud (contre-la-montre par équipes)
  - Trofeo Buffoni
  - 3e de la Coppa Pietro Linari
- 2009
  - Trofeo Città di Lastra a Signa
  - 3e de la Coppa del Grano
- 2010
  - Florence-Empoli
  - Coppa del Grano
  - 2e du Gran Premio Pretola
  - 2e du Grand Prix de la ville d'Empoli
  - 2e du Trofeo SC Corsanico
  - 2e de Milan-Rapallo
  - 3e du Trophée Matteotti espoirs
- 2011
  - Piccola Sanremo
  - 2e du Gran Premio Montanino
- 2012
  - Trophée Edil C
  - Trofeo Gianfranco Bianchin
  - 2e du Gran Premio Pretola
  - 2e du Gran Premio Montanino
  - 2e du Grand Prix Industrie del Marmo
  - 2e du Gran Premio Industria del Cuoio e delle Pelli
  - 2e du Tour d'Émilie amateurs
  - 3e du Tour des Flandres espoirs
  - 3e du championnat d'Italie sur route espoirs
  - 3e du Trofeo Tosco-Umbro
  - 3e du Grand Prix de Poggiana
  - 3e de la Coppa Ciuffenna

### Palmarès professionnel
- 2013
  - 1re et 5e (contre-la-montre par équipes) étapes du Tour de Corée
- 2014
  - 2e du Grand Prix de l'industrie et du commerce de Prato
- 2015
  - 10e étape du Tour d'Espagne
- 2018
  - 2e du Grand Prix de Lugano
- 2019
  - 6e du Grand Prix cycliste de Montréal
- 2021
  - 7e de l'Amstel Gold Race
- 2023
  - 3e du championnat d'Italie sur route

### Résultats sur les grands tours

#### Tour de France
2 participations
- 2021 : 106e
- 2022 : 71e

#### Tour d'Italie
5 participations
- 2016 : 93e
- 2017 : 101e
- 2018 : 111e
- 2019 : 77e
- 2023 : 85e

#### Tour d'Espagne
3 participations
- 2014 : 104e
- 2015 : 137e, vainqueur de la 10e étape
- 2016 : 82e

### Classements mondiaux
| Année                                 | 2011 | 2012 | 2013 | 2014 | 2015 | 2016 | 2017  | 2018 | 2019 | 2020 | 2021 | 2022 | 2023 | 2024 |
| ------------------------------------- | ---- | ---- | ---- | ---- | ---- | ---- | ----- | ---- | ---- | ---- | ---- | ---- | ---- | ---- |
| UCI World Tour                        |      |      |      |      |      | 187e | 172e  | nc   |      |      |      |      |      |      |
| Classement mondial                    |      |      |      |      |      | 207e | 554e  | 205e | 133e | 236e | 165e | 567e | 501e | 379e |
| UCI Europe Tour                       | 625e | 68e  | 237e | 57e  | 40e  | 89e  | 1172e | 94e  | 109e | 196e | 142e | 442e | nc   | nc   |
| UCI Asia Tour                         | nc   | nc   | 181e | 177e | nc   | nc   | 353e  | nc   |      |      |      |      |      |      |
| UCI America Tour                      | nc   | nc   | 293e | nc   | nc   | nc   | nc    | nc   |      |      |      |      |      |      |
|                                       |      |      |      |      |      |      |       |      |      |      |      |      |      |      |
| Légende : nc = non classéSource : UCI |      |      |      |      |      |      |       |      |      |      |      |      |      |      |